# 安芬新鱗鮋
安芬新鱗鮋，為輻鰭魚綱鮋形目鮋亞目真裸皮鮋科的其中一種，為熱帶海水魚，分布於印度西太平洋緬甸至南中國海海域，棲息深度84公尺，棲息在底層水域，生活習性不明。

## 扩展阅读
維基物種上的相關：安芬新鱗鮋